# Heretic
Heretic je videohra, vydaná společností ID Software roku 1994, po vydání úspěšných her Doom a Doom II. Je založena na podobné koncepci.

## Příběh
Hráč se musí jako tajemný rytíř celkem probít přes tři epizody (středověké město [city of damned], vulkán [hell's maw], podmořská říše [the dome of the d'sparil]), každá z epizod má přesně 9 úrovní (z toho je 8 hlavních a 1 skrytá, přístupná pouze přes tajnou místnost). Cestou potkává různé příšery a poletuchy. Proti nim bojuje pomocí kouzelných artefaktů a zbraní. Na konci každé epizody je finální boss.
Ve stejném roce vyšel datadisk, který rozšířil hru o další dvě nové epizody. Jejich kvalita byla stejná jako u předchozích úrovní, ale neobsahovaly žádné nové věci ani nová monstra.
I dnes, po mnoha letech existuje komunita fanoušků této hry, jde hlavně o fanoušky her Doom a Hexen. Pomocí programů, jako je Doomsday Engine lze výrazně zlepšit rozlišení hry, grafiku, efekty i zvuk.

## Grafika
Grafika je podobná, jako ve hře DOOM. Je ve 3D, s omezením jednoho (svislého) rozměru – všechny mapy se tedy jeví jako ploché, protože omezení třetího rozměru umožňuje mapu „stlačit“ do 2D přehledné mapy. Grafika se skládá z asi 10 000 spritů – textur zdí, nepřátel, artefaktů, zbraní, klíčů a jiných objektů, které jsou tedy ploché.

### Grafika, rozlišení a zvuk při použití Doomsday Enginu (jHeretic)
S Doomsday Enginem může hra v závislosti na různých nainstalovaných vylepšeních vypadat velice moderně. S nainstalovanými 3d modely je plně 3d, takže se zde již nevyskytují žádné sprity; engine je založen na stejné bázi jako populární Quake 3. Všechny předměty, ozdoby na stěnách, zbraně, potvory, atp jsou pak plně 3d. Výjimkou jsou mrtvoly dvou nejslabších téměř stejných létajících potvor a D'Sparilova učedníka, u níž tvůrci 3d modelů ještě nevytvořili příslušný 3d model. Vylepšení se dočkaly i textury, které byly značně pozměněny a jsou provedeny ve vysokém rozlišení. Dalším vylepšením jsou pak dynamická světla a jiné podobné efekty. Rozlišení hry s Doomsday Enginem může dosahovat až 1680×1050, a zvuk může být s použitím systému EAX 5.1. Přidána byla rovněž možnost ve hře skákat či plně využít mouselook.

## Zbraně a artefakty

### Zbraně
Ve hře je osm zbraní (v sedmi „slotech“), každá navíc může být „nabita“ Knihou moci
1. Staff + Gauntlets of the Necromancer (oboje jsou pod jednou klávesou) – základní zbraně, které nepotřebují munici a působící jen na blízko. Hůl je dřevěná a strká se s ní do nepřátel, ale nemůže zranit duchy. Z rukavice srší zelené blesky.
  - nabití: hůl je obklopena modrými blesky a je silnější. Z rukavice srší červené blesky a pohlcovanou životní energii předává hráči.
2. Goldwand – slabá zbraň, vlastně velký střílející žlutý krystal nasazený na hůl
  - nabití: střílí více silnějších projektilů
3. Ethereal Crossbow – Střílí krásné, velké zelené etérické šípy (po třech, prostřední je silnější a může zranit duchy). Je asi nejvhodnější zbraní ve hře.
  - nabití: střílí čtyři nebo pět silnějších verzí šípu.
4. Dragon Claw – rukavice, střílející rychle energii, kterou čerpá z modrých koulí, které se povalují všude na zemi a svítí.
  - nabití: silnější modré projektily, které po dopadu vypouští ostnaté koule.
5. Hellstaff – hůl s rohatou hlavou rychle vystřelující rudé projektily.
  - nabití: vypustí jeden velký projektil, který po dopadu vyvolá „déšť“ rudých jisker.
6. Phoenix staff - je zlatá hůl, vystřelující extra účinné plamenné střely, při dopadu vybuchující do tvaru fénixe a ničící i ty nejsilnější nepřátele.
  - nabití: změní se v „plamenomet“: vypouští souvislý proud ohně.
7. Firemace – zvláštní zbraň, házející všude kolem velké šedé kovové koule, které padají a mohou se několikrát odrazit od země; po zásahu vybuchují, ale nemohou zranit duchy.
  - nabití: vystřelí obrovskou a pomalou kouli, která pomalu zaměřuje protivníka. Může projít i teleportem.

### Artefakty
Jsou to věci které můžete sbírat a uchovávat pro použití v vámi danou chvíli, po dokončení levelu vám zůstane od každého jen jeden kus, proto je lepší je využívat spíš než uchovávat po moc dlouhou dobu
- Ring of Invincibility – Stanete se na omezenou dobu nesmrtelným
- Shadowsphere – Stanete se na omezenou dobu neviditelným, nepřátelé hůř míří
- Tome of Power – Zvýší sílu vašich zbraní na omezenou dobu
- Chaos Device – Teleportuje vás zpět na začátek úrovně
- Quartz Flask – Přidá čtvrtinu (25) zdraví
- Wings of Wrath – Umožňuje na chvíli létat
- Mystic Urn – Doplní životy na maximum (100)
- Timebomb of the Ancients – Bomba, která chvíli po položení vybuchne
- Morph Ovum – Vystřelí 5 střel které změní jakékoli regulární nepřátele na slepice s nízkými životy

### Další předměty
Tyto předměty se aktivují ihned po jejich sebrání
- Silver Shield – Zvýší vaše brnění na 100 bodů
- Enchanted Shield – Zvýší vaše brnění na 200 bodů

- Crystal Vial – Doplní 10 bodů zdraví
- Bag of Holding – Zdvojnásobí maximální kapacitu munice všech zbraní (pouze jednou), přidá trochu munice všeho druhu